# Campeonato Paulista de Futebol de 1993
O Campeonato Paulista de Futebol de 1993 foi a 53.ª edição do campeonato organizado pela Federação Paulista de Futebol  (FPF), realizado entre os dias 23 de janeiro e 12 de junho de 1993. O campeonato teve o Palmeiras como campeão, encerrando um jejum de títulos de 17 anos.
A equipe alviverde, comandada pelo técnico Vanderlei Luxemburgo, chegou ao seu 19.º título estadual depois de derrotar o Corinthians na finalíssima da competição por 4 a 0 (3 a 0 no tempo normal e 1 a 0 na prorrogação), com gols marcados por Zinho, Evair (2) e Edílson.
O artilheiro do campeonato foi o centroavante, Viola, do Corinthians, com 20 gols.

## Fórmula de disputa

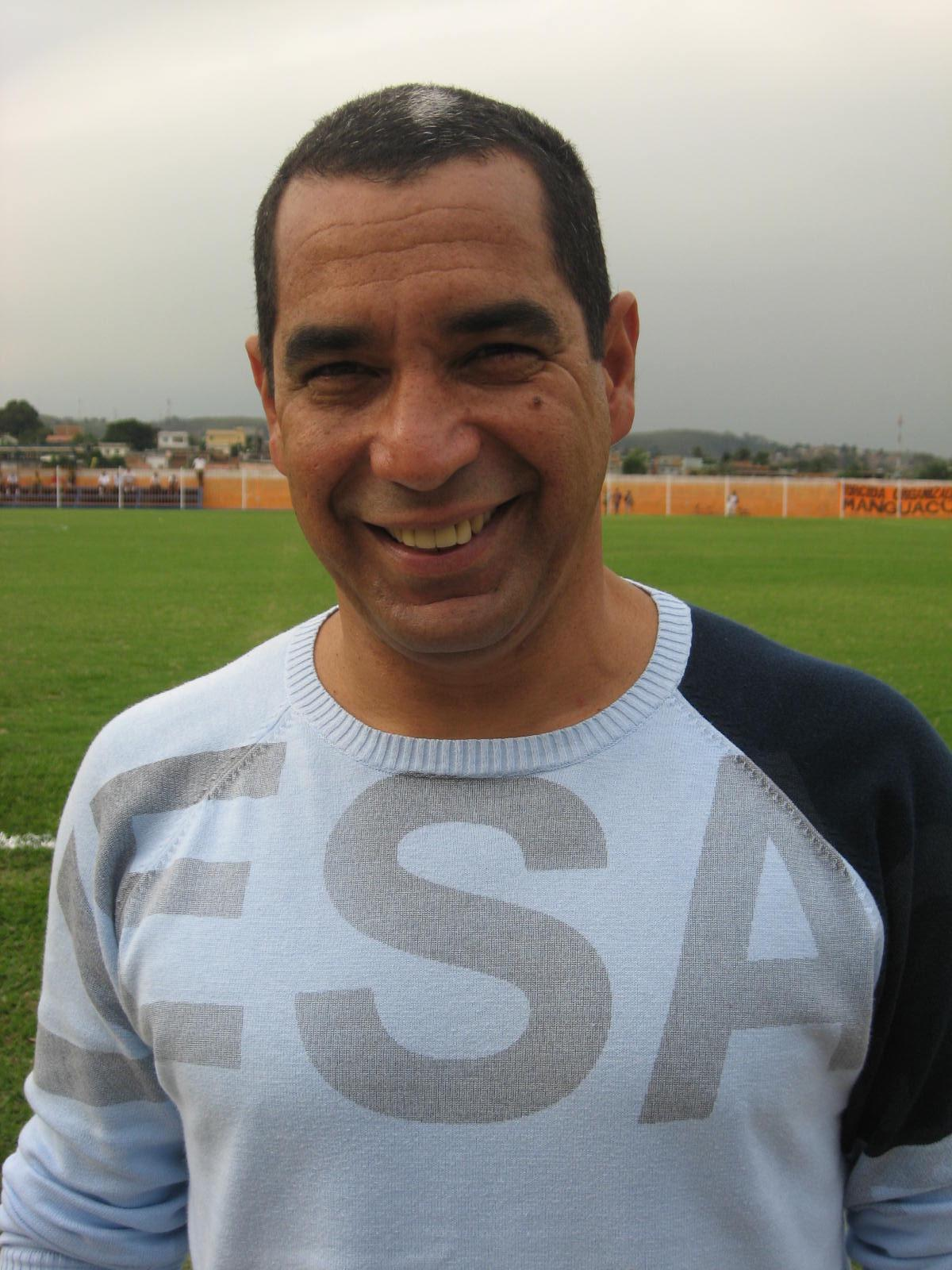
Zinho, figura decisiva na conquista do Palmeiras em 1993

## Segunda fase

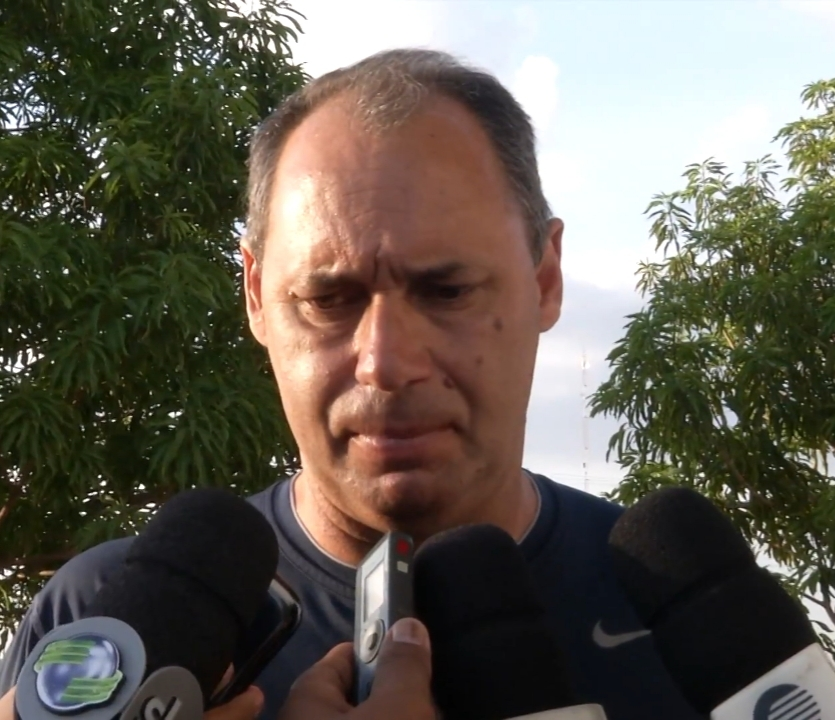
Evair, autor do gol do título histórico do Palmeiras em 1993